# Médaille du Président (Israël)
La médaille du président de l’État d'Israël ou plus simplement médaille du Président (hébreu : :עיטור נשיא מדינת ישראל) est la plus haute décoration civile israélienne décernée par le président de l'État d'Israël.
Elle a été remise pour la première fois le 1er mars 2012 à Jérusalem par le président d'Israël Shimon Peres, qui l'a décernée à cinq personnes et une organisation.
La médaille présidentielle, apparemment voulue comme une version israélienne de la Légion d'honneur, a été conçue par l'artiste Yossi Matityahu. Elle rappelle également la médaille présidentielle de la Liberté américaine.

## Récipiendaires
1. Henry Kissinger, 2012
2. Judith Feld Carr, 2012
3. Fondation Rachi, 2012
4. Rabbin Adin Steinsaltz (Even-Israel), 2012
5. Zubin Mehta, 2012
6. Ory Slonim, 2012
7. Barack Obama, 2013
8. Bill Clinton, 2013
9. Elie Wiesel, 2013
10. Steven Spielberg, 2013
11. Rabbi Yitzchak Dovid Grossman, 2014
12. Lia van Leer, 2014
13. Avi Naor, 2014
14. Rabbin Avraham Elimelech Firer, 2014
15. Brig.-Gén. Avigdor Kahalani, 2014
16. Avner Shalev, 2014
17. Dr. Harry Zvi Tabor, 2014
18. Jack Mahfar, 2014
19. Angela Merkel, 2014
20. Giorgio Napolitano, 2014
21. Ruth Dayan, 2014
22. Stefan Wertheimer, 2014
23. Kamal Mansour, 2014
24. Rabbin Israel Meir Lau, 2014
25. Prof. Reuven Feuerstein, 2014
26. Miloš Zeman, 2022
27. Joe Biden, 2022
28. Níkos Anastasiádis, 2022
29. Meir Buzaglo, 2023.